# 庫爾卡約克山
15°18′24″S 70°57′55″W / 15.30667°S 70.96528°W
庫爾卡約克山（Qullqi Q'awa），是秘魯的山峰，位於該國中南部利馬大區的瓦羅奇里省，屬於安第斯山脈的一部分，處於卡爾瓦丘科山西北面，海拔高度約5,100米。